# Vilhenense EC
Der Vilhenense Esportivo Clube, in der Regel nur kurz Vilhenense genannt, ist ein Fußballverein aus Vilhena im brasilianischen Bundesstaat Rondônia.
Der Verein spielte 2020 in der Staatsmeisterschaft von Rondônia, Série D und der Copa do Brasil.

## Geschichte
Im Oktober 2017 wurde Vilhenense vom Geschäftsmann Valdir Kurtz mit der Absicht gegründet, im darauffolgenden in der Staatsmeisterschaft von Rondônia zu spielen. 2018 belegte man in der Staatsmeisterschaft in der Vorrunde den ersten Platz. Am Ende wurde der Verein Gesamtvierter. Den ersten Titel in der Staatsmeisterschaft gewann man 2019.

## Erfolge
- Staatsmeisterschaft von Rondônia: 2019

## Stadion
Der Verein trägt seine Heimspiele im Estádio Arnaldo Lopes Martins in Vilhena aus. Das Stadion hat ein Fassungsvermögen von 4000 Personen.

## Trainerchronik
| Trainer                 | Nation    | von  | bis |
| ----------------------- | --------- | ---- | --- |
| Mirandinha              | Brasilien | 2018 |     |
| Rafael Andrade          | Brasilien | 2018 |     |
| Tiago Batizoco          | Brasilien | 2019 |     |
| Leonardo Coelho         | Brasilien | 2020 |     |
| Tiago Batizoco          | Brasilien | 2020 |     |
| Fabio Bitencourt Borges | Brasilien | 2020 |     |
| Felipe Romário          | Brasilien | 2020 |     |